# 診療報酬請求事務能力認定試験
診療報酬請求事務能力認定試験（しんりょうほうしゅうせいきゅうじむのうりょくにんていしけん）は、公益財団法人日本医療保険事務協会が実施している、厚生労働省後援の検定試験である。診療報酬請求の実務を正しく行うために必要な能力を認定する試験であり、実務経験者も多く受験している。合格率は30％前後を推移しており、医療保険事務資格試験の最難関と言われる。

## 概要
医療保険事務担当者など、診療報酬明細書（レセプト）の作成に携わる人の技能を審査する検定試験である。1993年に厚生省の「診療報酬請求事務等に関する検討委員会」で「請求事務従事者の公的資格認定制度の導入」が審議され、それを受けてできたのが診療報酬請求事務能力認定試験である。
試験は全国一斉統一試験で、医科と歯科に分かれている。実技試験（レセプト作成）では現場を想定した実務能力が判定される。厚生労働省後援のため、医療保険事務関連の資格としては最も知名度が高い。年間の受験者数は約1万3千人に達しており、うち実務経験者は約20％に及ぶなかで、合格率は30％前後を推移しており、医療事務資格試験の最難関であり、医療機関で最も高く評価されている。
近年では、医療事務系の短大生・専門学校生などの受験が多く見られる。さらに、4年制大学の医療経営・医療情報系の学部の学生もまた、診療情報管理士・医療情報技師などの専門資格取得を目指すなかで、保険医療に関する実践的な知識の習得を目的として本試験を受験する例が見られるようになっている。たとえば、新潟医療福祉大学医療経営管理学部では2年次での試験合格を掲げており、藤田保健衛生大学医療経営情報学科では重要取得目標資格として位置づけられている。

## 試験の実施概要

### 科目、試験方式
医科と歯科のどちらかの科目を選択して受験する。どちらの試験も学科試験と実技試験で構成されている。いずれも筆記試験である。試験時間は合計180分であり、時間配分は受験者に委ねられている。
試験会場への診療報酬点数表、その他の資料の持ち込みは自由である。ただし、パソコンや携帯電話等の通信機器の持ち込みは禁止されている。

#### 学科試験
医科・歯科とも医療保険制度、その他法令等に関する問題及び診療報酬点数表に関する出題。計20題（1題につき4問計80問）が出題される。解答は5者択一式のマークシート方式である。学科試験に1時間を割くとすると、1問あたり45秒で解答しなければならない計算になる。それに対して、診療報酬点数の資料となる点数表だけでも分量は膨大であり、たとえば、医学通信社の『診療点数早見表』（医科、2018年4月版）は1,728ページに及ぶ。
具体的には、以下のような文章の正否を問う問題が出題されている。
- 「入院中の患者が経口摂取不能のため、薬価基準に収載されている高カロリー薬を経鼻経管的に投与した場合は、鼻腔栄養の所定点数及び薬剤料を算定し、食事療養に係る費用又は生活療養の食事の提供たる療養に係る費用及び投薬料は算定できない。」

→正しい。
- 「皮膚・皮下腫瘍摘出術において、露出部と露出部以外が混在する患者については、露出部と露出部以外に区分して、それぞれの長さに係る所定点数により算定する。」

→露出部に係る長さが全体の50％以上の場合は、K 005「露出部」の所定点数により算定し、50％未満の場合は、K006「露出部以外」の所定点数により算定する。
- 「医師は、厚生労働省令で定める五類感染症の患者（無症状病原体保有者を含む。）を診断したときには、直ちにその者の氏名、年齢、性別、その他厚生労働省令で定める事項を最寄りの保健所長を経由して都道府県知事に届け出なければならない。」

→「直ちに」ではなく「7日以内に」である。

#### 実技試験
診療録（カルテ）から手書き方式で診療報酬明細書（レセプト）を作成する試験。原則として医科は外来から1問と入院から1問の計2問、歯科は外来から3問出題される。医科の場合、外来は約30分、入院は1時間～1時間20分程度の時間を要する問題が出題される。
たとえば、以下のような症例のカルテが示され、レセプトを作成する問題が出題されている。
- 医科外来：糖尿病腎症による末期腎不全のため、3年前からAクリニックにて、週3回人工透析を施行。今朝、シャント音が聞こえないため、Aクリニックに受診、シャント閉塞と診断され、治療目的で当院に紹介された69歳の男性の初診患者。

→初診日を含む3日分の外来カルテ（シャント設置術実施など）からレセプトを作成する。
- 医科入院：健診で右肺上葉に18mm×15mmの陰影を指摘され、当科外来受診。当科にて胸部単純X-P、胸部CT、気管支ファイバーによる組織採取、鏡検等精査の結果、肺がん（上肺上葉）と診断。入院前に血液学的検査等を実施。本日、手術目的で入院（49歳、男性）。

→入院日を含む4日分のカルテ（肺悪性腫瘍手術実施など）からレセプトを作成する。

### 実施時期と会場
7月と12月の日曜日または祝日に、年2回実施される。いずれも試験時間は13時から16時までである。
2018年度時点での実施会場は、札幌市、仙台市、さいたま市、千葉市、東京都、横浜市、新潟市、金沢市、静岡市、名古屋市、大阪府、岡山市、広島市、高松市、福岡市、熊本市、那覇市である。

## 試験ガイドライン
具体的な出題範囲は、ガイドラインによって以下の通りに定められている。

### 医療保険制度等
以下のような各種医療保険制度について、それぞれの保険者、加入者、給付、給付率などの制度の概要。また、保険給付（現物給付と療養費）の内容（給付対象、給付対象外、給付制限）についての知識。
- 被用者保険
- 国民健康保険
- 退職者医療制度
- 後期高齢者医療制度

### 公費負担医療制度
以下のような患者の医療費負担を軽減する制度（公費負担医療など）についての知識。
- 生活保護法
- 精神保健及び精神障害者福祉に関する法律（精神保健福祉法）
- 障害者の日常生活及び社会生活を総合的に支援するための法律（障害者総合支援法）
- 感染症の予防及び感染症の患者に対する医療に関する法律（感染症法）
- 特定疾患治療研究事業

### 保険医療機関等
- 保険医療機関（保険調剤薬局）の指定
- 保険医（保険薬剤師）の登録
- 以下のような各種病院、病床の規定と保険医療の取扱い
  - 特定機能病院
  - 地域医療支援病院
  - 療養病床

### 療養担当規則等
保険医療、後期高齢者医療のルールを規定している以下の内容についての知識。
- 「保険医療機関（保険薬局）及び保険医（保険薬剤師）療養担当規則」（療担規則）
- 「高齢者の医療の確保に関する法律の規定による療養の給付等の取扱い及び担当に関する基準」

### 診療報酬等
保険医療における医療行為・療養の費用の算定方法についての知識。
- 診療報酬点数表（医科、歯科、調剤）
- 入院時食事療養
- 入院時生活療養

### 薬価基準、材料価格基準
医薬品など以下の価格と請求方法に関する知識。
- 保険診療で用いられる医療用医薬品
- 特定保険医療材料

### 診療報酬請求事務
以下を作成するために必要な知識とその実技。
- 診療報酬請求書
- 診療報酬明細書

### 医療用語
診療報酬請求事務を行うために必要な病名、検査法、医薬品などの用語とその略語の主なものの知識。
たとえば、試験では、B-V、T-M/OPといったように略称で表記される（前者は静脈血採取、後者は術中迅速病理組織標本作製である）。

### 医学の基礎知識
以下の基本知識。
- 主要な身体の部位、臓器等の位置及び名称（解剖）
- 主要な身体の部位、臓器等の機能（生理）
- 主要な身体の部位、臓器等の病的状態（病理）
- 主要な身体の部位、臓器等の治療方法

### 薬学の基礎知識
以下に挙げられるような医薬品に関する基本知識。
- 医薬品の種類
- 医薬品の名称
- 医薬品の規格
- 医薬品の剤形
- 医薬品の単位

### 医療関係法規
以下についての基礎知識。
- 医療法による医療施設（病院、診療所等）の規定
- 医師法、歯科医師法などの医療関係者に関する法律による医療機関の従事者の種類とその業務

### 介護保険制度
以下に挙げられるような介護保険制度の概要の知識。
- 保険者
- 被保険者
- 給付の内容

## 受験動向

### 受験者
受験資格は問われず、年間約1万3千人が受験しており、うち実務経験者が約20％を占める。性別は女性が90％を占める。年齢は25歳以下が約60％を占める。

### 合格者
第38回から第47回（2017年）までの平均合格率は32.8％であり、第1回目からの平均合格率は30.1％である。

## 社会的評価
数ある医療保険事務資格試験のなかで、唯一厚生労働省が認可している公的資格であり、最も高く評価されている試験である。医療機関では、試験合格者が優先的に採用されている実績があり、2015年に日本医療保険事務協会が実施した教育機関向けアンケート調査によれば、この試験が「高く評価されている」が42.3％、「評価されている」が50.0%を占め、合計92.3％が「資格が評価されている」と答えている。また、合格者に対して資格手当を支給する医療機関も多くある。